# Darsham
Darsham is een plaats en civil parish in het Engelse graafschap Suffolk.

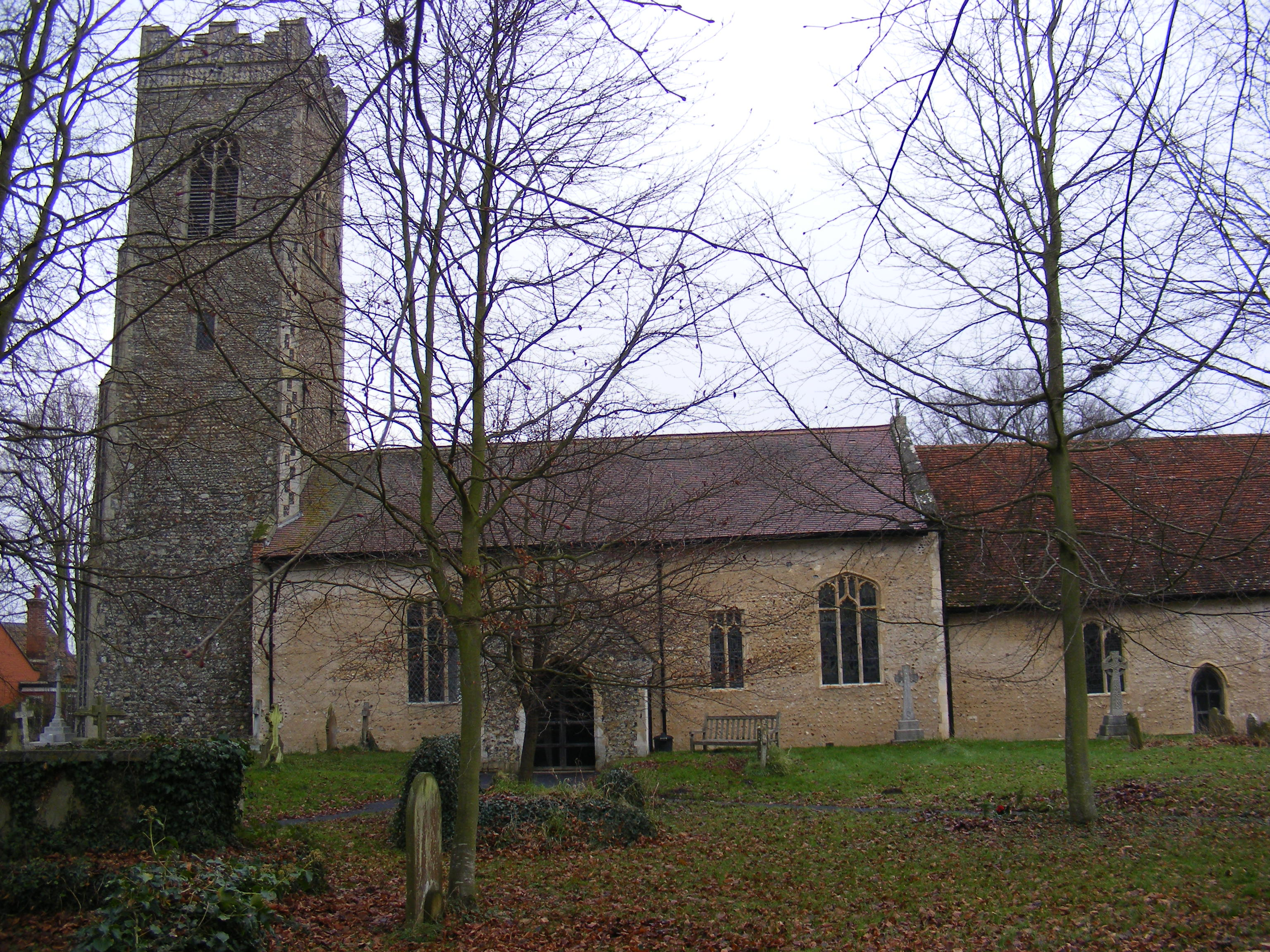
All Saints kerk van Darsham